# Freedom of Information Act
La Freedom of Information Act, abreviado FOIA y traducido como Ley por la Libertad de la Información, es una ley que otorga a todos los miembros de los Estados Unidos el derecho de acceso a la información federal del gobierno.

## Historia
Fue promulgada en 1966 y fue efectiva desde el 5 de julio de 1967. Firmada por el presidente Lyndon Johnson gracias al esfuerzo de muchos legisladores, principalmente por el político John Moss (que, desde 1955 había comenzado sus investigaciones, informes y audiencias sobre las políticas de información del gobierno), esta ley aboga por un derecho que puede hacerse valer en la corte, el poder de acceder  a los registros de la agencia federal, en un paso para acercarse al concepto de gobierno abierto. Pese a esto, existen excepciones a esta ley: aquellos registros (o parte de aquellos) protegidos de la divulgación pública, ya sea según una del conjunto de las nueve excepciones prestablecidas en el gobierno, o por una de las tres exclusiones especiales para la aplicación de la FOIA. Además, el presidente Johnson se negó a realizar una ceremonia pública el día de la promulgación y tampoco aprobó declaraciones de prensa, dando muestras de su disconformidad con la promulgación de la ley.